# ボルツァーノ (小惑星)
ボルツァーノ (2622 Bolzano) は小惑星帯の小惑星である。チェコスロバキア（当時）のクレチ天文台 (Hvězdárna Kleť) でラディスラフ・ブローチェクが発見した。
チェコの哲学者、数学者のベルナルト・ボルツァーノから命名された。なお発見された年はボルツァーノの生誕200周年に当たる。